# 群馬県立二葉特別支援学校
群馬県立二葉特別支援学校（ぐんまけんりつ ふたばとくべつしえんがっこう）は、群馬県高崎市足門にある公立特別支援学校。

## 設置学科
- 小学部
- 中学部

## 沿革
- 1959年1月1日 - 群馬県立二葉養護学校設立
- 1959年5月8日 - 開校記念式・落成式挙行
- 1972年4月1日 - 高等部設置
- 2000年3月31日 - 高等部廃止（群馬県立二葉高等養護学校として独立）
- 2015年4月1日 - 群馬県立二葉養護学校から群馬県立二葉特別支援学校に校名変更